# Trinectes fonsecensis
Trinectes fonsecensis är en fiskart som först beskrevs av Günther 1862.  Trinectes fonsecensis ingår i släktet Trinectes och familjen Achiridae. IUCN kategoriserar arten globalt som livskraftig. Inga underarter finns listade i Catalogue of Life.